# Ezüstlile
Az ezüstlile, más néven ujjaslile (Pluvialis squatarola) a madarak (Aves) osztályának lilealakúak (Charadriiformes) rendjébe, ezen belül a lilefélék (Charadriidae) családjába tartozó faj.

## Rendszerezése
A fajt Carl von Linné svéd természettudós írta le 1758-ban, a Tringa nembe Tringa Squatarola néven.

## Alfajai
- Pluvialis squatarola cynosurae (Thayer & Bangs, 1914)
- Pluvialis squatarola squatarola (Linnaeus, 1758)
- Pluvialis squatarola tomkovichi Engelmoer & Roselaar, 1998[2]

## Előfordulása
Alaszkában, Kanadában, Észak-Európában és Észak-Oroszországban költ. Ősszel délre vonul, eljut Ázsia déli részébe, Afrikába és Ausztráliába is. 
Természetes élőhelyei a tundrák, vízpartok, halastavak és szikes tavak, valamint sziklás, homokos és kavicsos tengerpartok.

### Kárpát-medencei előfordulása
Magyarországon rendszeres vendég, augusztus-november és április-május hónapokban, általában kis számban magányosan, vagy más fajokkal vegyes csapatokban vonul át.

## Megjelenése
Testhossza 27–30 centiméter, szárnyfesztávolsága 71–83 centiméteres, testtömege 190–280 gramm.
A hím nászruhája, feje teteje és a tarkója fehér, hasa, nyaka és arca fekete, háta és szárnya ezüstszürke. Télen háta világosbarna, homloka, arca és alsó fele fehéres.
|  |  |

## Életmódja
Főleg rovarokkal táplálkozik, de férgeket, puhatestűeket, rákokat is fogyaszt, szezonálisan áfonyabogyót is eszik.

## Szaporodása
Köves, mohás talajra rakja fészkét. Fészekalja 4 tojásból áll, melyen 23–24 napig kotlik. A szülők még egy hónapig gondoskodnak róluk, mire röpképesekké válnak.
|  |

## Természetvédelmi helyzete
Az elterjedési területe rendkívül nagy, egyedszáma viszont csökken, de még nem éri el a kritikus szintet. A Természetvédelmi Világszövetség Vörös listáján nem fenyegetett fajként szerepel. Magyarországon védett, természetvédelmi értéke 25 000 forint forint.